# No. 1 Aircraft Depot RAAF
Le No. 1 Aircraft Depot (No. 1 AD), en français dépôt d'avions n°1,  est une unité de maintenance de la Royal Australian Air Force (RAAF). Formée en juillet 1921 à RAAF Point Cook, dans l'État de Victoria, elle est transférée à RAAF Laverton, située à proximité, en mars 1926. Outre l'entretien des aéronefs et d'autres équipements, dans ses premières années, le dépôt soutient les vols de reconnaissance en Australie et dans la région du Pacifique. Il est également responsable de la formation du personnel de maintenance.
L'effectif du No. 1 AD passe de 350 personnes dans les années 1930 à plus de 2 000 pendant la Seconde Guerre mondiale. Elle assemble, teste et répare des avions allant des avions d'entraînement Tiger Moth aux chasseurs Spitfire en passant par les bombardiers lourds B-17 Flying Fortress. Elle entreprend également la recherche et le développement d'aéronefs.
Peu après la Seconde Guerre mondiale, le No. 1 AD introduit les premiers jets dans le service de la RAAF. En 1961, elle cesse d'entretenir les cellules d'avion, mais continue à entretenir les moteurs d'avion. Dans les années 1970, le dépôt se concentre principalement sur les équipements terrestres, bien qu'il traite encore quelques composants d'aéronefs. Le No. 1 AD  est dissous en décembre 1994, ses fonctions ayant été reprises par d'autres unités et des entrepreneurs privés. Au moment de sa dissolution, il s'agit de la plus ancienne unité de la RAAF en activité continue.